# La ley del mar
La ley del mar es una miniserie de televisión española de drama y aventuras creada por Flipy, David Troncoso, Tatiana Rodríguez y Víctor Pedreira para À Punt y La 1. Está producida por Studio 60 y protagonizada por Blanca Portillo, Luis Tosar, Sonia Almarcha, Víctor Clavijo, Alfonso Lara, Àlex Monner, Ramón Ródenas, Carlos Serrano, Lamine Thior, Eva Marciel y Pau Durà. Se estrenó en Á Punt los días 15 y 16 de enero de 2024, mientras que en La 1 se emitió de golpe el 21 de enero de 2024.
Contó con un presupuesto de más de 3 millones de euros,de los cuales, À Punt aportó 700.000 euros al proyecto.

## Trama
El 14 de julio de 2006, José Durá “Pepe” (Luis Tosar) y nueve tripulantes más del pesquero ‘Francisco y Catalina’ tomaron la decisión, amparada según ellos en la denominada “Ley del Mar”, de subir a un barco preparado para 10 tripulantes a 51 inmigrantes eritreos varados a diez millas de Malta, entre los que se encontraban una niña de 2 años y una mujer embarazada. Durante nueve largos días, la embarcación quedó a la espera de la decisión de las autoridades europeas. Mientras las negociaciones se sucedían entre la diplomacia de media Europa, más de sesenta personas convivían en apenas cincuenta metros cuadrados.

## Reparto
- Luis Tosar como José Durá "Pepe"
- Blanca Portillo como Andrea de Velasco Lorente (Episodio 2 - Episodio 3)
- Víctor Clavijo como Vicent
- Sonia Almarcha como Pepi Irles
- Àlex Monner como Miquel
- Lamine Thior como Barack
- Pau Durà como Enrique Duch Lezama (Episodio 2 - Episodio 3)
- Carlos Serrano como Lolo
- Teresa Hurtado como Loreto
- Alfonso Lara como Paco
- Eva Marciel como Raquel Espino (Episodio 2 - Episodio 3)
- Ramón Ródenas como Rober
- Pep Cruz como Francisco Durà
- Paula Muñoz como Carmen
- James Giblin como Andrew (Episodio 2 - Episodio 3)
- Denis Gómez como Medina (Episodio 2 - Episodio 3)
- Beatriz Argüello como Helena (Episodio 2 - Episodio 3)

## Capítulos
| N.º | Título       | Dirigido por      | Escrito por                         | Fecha de estreno en À Punt | Fecha de estreno en La 1 | Audiencia en À Punt | Audiencia en La 1 |
| --- | ------------ | ----------------- | ----------------------------------- | -------------------------- | ------------------------ | ------------------- | ----------------- |
| 1   | «Capítulo 1» | Alberto Ruiz Rojo | Tatiana Rodríguez y Víctor Pedreira | 15 de enero de 2024        | 21 de enero de 2024      | 101.000 (6,2%)      | 1.544.000 (13.1%) |
| 2   | «Capítulo 2» | Alberto Ruiz Rojo | Tatiana Rodríguez y Víctor Pedreira | 15 de enero de 2024        | 21 de enero de 2024      | 93.000 (7,6%)       | 1.544.000 (13.1%) |
| 3   | «Capítulo 3» | Alberto Ruiz Rojo | Tatiana Rodríguez y Víctor Pedreira | 16 de enero de 2024        | 21 de enero de 2024      | 90.000 (6,2%)       | 1.544.000 (13.1%) |

## Producción
En mayo de 2023, RTVE y À Punt Mèdia anunciaron de forma conjunta el principio del rodaje de la miniserie La ley del mar, la cual estaría formada por tres capítulos. Blanca Portillo y Luis Tosar fueron anunciados como los protagonistas principales de la serie. Las primeras imágenes del rodaje fueron sacadas a finales de julio de 2023.

## Lanzamiento y marketing
La ley del mar tuvo su estreno mundial como la serie de inauguración del South International Series Festival en Cádiz el 6 de octubre de 2023. El 8 de enero de 2024, À Punt anunció que estrenaría la serie el 15 de enero de 2024 con los dos primeros capítulos, mientras que el último se emitiría al día siguiente, el 16 de enero de 2024. El 15 de enero de 2024, La 1 anunció que emitiría de golpe los tres capítulos de la serie el 21 de enero de 2024.

## Recepción
La ley del mar ha recibido críticas generalmente positivas por parte de los críticos. Juan Arcones de El Televisero elogió la serie, explicando que "no busca hacer juicios de valor más allá de presentar los hechos" y apreciando las actuaciones de Luis Tosar, Víctor Clavijo, Alfonso Lara y Àlex Monner, además de elogiar la decisión de rodar en alta mar "sin necesidad de depender de un croma verde [...] hace que todo sea mucho más realista y nos metamos más de lleno en la historia", pero también criticó que "hay momentos en los que se pasan de buenismo, haciendo caer a la serie en unos cuantos clichés y tópicos que no la benefician" y que las tramas secundarias "despistan y ralentizan el ritmo de una historia repleta de tensión [...] se centra a veces demasiado en lo que ocurre fuera de alta mar, y eso entorpece la narración", concluyendo que la serie "te hace pensar sobre la solidaridad y el egoísmo humanos, y [...] generará un debate muy interesante". Laura Martínez de Los Lunes Seriéfilos elogió las actuaciones de Tosar, Blanca Portillo y Sonia Almarcha y de su historia dijo que "que sea una historia real es lo que realmente engancha", además de apreciar su mirada a cómo "si [un problema social] no sale en los medios, no existe. Y si no existe, no puede formar parte de la opinión pública y, por lo tanto, no hay presión hacia el Estado" y a cómo "para muchos la opción de ayudar sería la obvia, pero en el momento de la verdad el egoísmo humano sale a florecer" y destacar su rodaje "[con] planos escogidos de cámara en mano llenos de dinamismo y una localización muy realista", aunque criticó que "las subtramas aportan riqueza pero en esta historia algunas son poco necesarias", concluyendo que es "una serie rápida de ver y amena que provoca a la reflexión de los principios de cada uno".

## Premios
En junio de 2024 ganó el  Premio Cruz Roja de Mónaco por "reflejar los principios del derecho internacional comunitario". El trofeo lo recibió en el 63.º Festival de Televisión de Montecarlo, donde también compitió por la Ninfa de Oro. 
El 4 de octubre de 2024 recibió el Premio Prix Italia a la mejor serie dramática, en Turín.  Se trata de un certamen anual   internacional organizado por la RAI que premia los mejores contenidos creados por los broadcasters europeos. 